# Cervona Dubîna, Teofipol
Cervona Dubîna (în ucraineană Червона Дубина) este un sat în comuna Turivka din raionul Teofipol, regiunea Hmelnîțkîi, Ucraina.

## Demografie
Componența lingvistică a localității Cervona Dubîna
     Ucraineană (100%)
Conform recensământului din 2001, toată populația localității Cervona Dubîna era vorbitoare de ucraineană (100%).